# ابراهیم یونسی
ابراهیم یونسی (۱۲ خرداد ۱۳۰۵ در بانه – ۱۹ بهمن ۱۳۹۰ در تهران)، نویسنده و مترجم کُرد اهل ایران بود.

## زندگی
یونسی در ۱۲ خرداد ۱۳۰۵ در بانه به دنیا آمد، وی نخستین استاندار کردستان ایران، پس از انقلاب ۵۷ و در دولت مهدی بازرگان بود. ابراهیم یونسی از افسران بازمانده شبکه نظامی حزب توده ایران در سال‌های پیش از کودتای ۲۸ مرداد است. او پس از کودتا نیز سال‌ها در زندان ماند و محکوم به اعدام شده بود و به دلیل آنکه یک پای خود را در ارتش از دست داده بود، یک درجه تخفیف گرفت و به حبس ابد محکوم شد. او ترجمه را از همان روزهای زندان آغاز کرد. وی ۸۰ کتاب از زبان انگلیسی و یک کتاب از زبان فرانسوی به فارسی ترجمه کرده‌است. یونسی از اعضای پایدار کانون نویسندگان ایران و از امضا کنندگان متن معروف ما نویسنده‌ایم بود.
ابراهیم یونسی از سال ۱۳۸۸، به بیماری آلزایمر مبتلا شد.

## نوشته‌ها

### رمان
1. گورستان غریبان (۱۳۵۸)
2. دلداده‌ها (۱۳۷۲)
3. مادرم دو بار گریست (۱۳۷۷)
4. رؤیا به رؤیا (۱۳۷۹)
5. کج‌کلاه و کولی (۱۳۷۹)
6. دادا شیرین (۱۳۸۰)
7. زمستان بی‌بهار (۱۳۸۲)
8. شکفتن باغ (۱۳۸۳)
9. دعا برای آرمن (۱۳۷۷)
10. خوش آمدی (۱۳۸۱)
11. جنگ سایه‌ها و یک داستان دیگر (۱۳۸۷)

### داستان‌نویسی
1. هنر داستان‌نویسی (۱۳۴۱)

## ترجمه‌ها

### تاریخ ادبیات و هنر
1. ادبیات آفریقا، او. آر. دی ثورن
2. تاریخ ادبیات یونان، رز هربرت جنینگز
3. تاریخ اجتماعی هنر، آرنولد هاوزر
4. سیری در ادبیات غرب، جان بوینتن پریستلی
5. تاریخ ادبیات روسیه، د. س . میرسکی
6. جنبه‌های رمان، ادوارد مورگان فورستر
7. هنر نمایشنامه‌نویسی، برنارد گربانیه
8. تامس هاردی، سی.دی لوییس و آر.ای. اسکات‌جیمز
9. چارلز دیکنز، باربارا هاردی

### تاریخ کردستان
1. کردها و کردستان، درک کینان
2. تاریخ معاصر کرد، دیوید مک‌داول
3. جنبش ملی کرد، کریس کوچرا
4. کردها، ترک‌ها، عرب‌ها، سیسل جی ادموندز
5. گشتی در کردستان ترکیه، لیزر شرین
6. مسئلۀ کرد و روابط ایران و ترکیه، رابرت اولسن
7. با این رسوایی چه بخشایشی، جاناتان رندل
8. کردها، مصطفی نازدار
9. جامعه‌شناسی مردم کرد (آغا، شیخ و دولت)، مارتین وان‌برویینِ‌سِن
10. قیام شیخ سعید پیران، رابرت اولسن

### ادبیات
1. آرزوهای بزرگ، چارلز دیکنز (۱۳۳۶)(انتشارات دوستان)
2. تکیه‌گاه، تئودور درایزر
3. طوفان، ویلیام شکسپیر
4. اگر بیل استریت زبان داشت، جیمز بالدوین
5. یک جفت چشم آبی، توماس هاردی
6. به دور از مردم شوریده، توماس هاردی
7. جود گمنام، توماس هاردی
8. موسیقی و سکوت، رز تره‌مین
9. بازگشت بومی، تامس هاردی
10. میراث شوم، جورج گیسینگ (۱۳۷۱)
11. لینمارا، عشق و آرزو، کاترین گاسکین
12. آشیان عقاب، هون کنستانس
13. مشتی غبار، آرتور اولین وو
14. سرگذشت یک اسب، لئو تولستوی
15. میراث، ماکسیم گورکی
16. آسیاب کنار فلوس، جرج الیوت
17. مردی که خورشید را در دست داشت، جک ریموند جونز
18. علامتچی، چارلز دیکنز (۱۳۷۶)
19. داستان دو شهر، چارلز دیکنز
20. دفتر یادداشت روزانه یک نویسنده، فئودور داستایفسکی
21. اسپارتاکوس، هوارد فاست
22. زندگانی و عقاید آقای تریسترام شندی، لارنس استرن
23. دست تکیده، توماس هاردی